# دانيلو ديتريش
دانيلو ديتريش (بالألمانية: Danilo Dittrich)‏ هو لاعب كرة قدم ألماني في مركز الدفاع، ولد في 15 مايو 1995 في آنسباخ في ألمانيا. لعب مع نادي أونترهاخينغ ونادي فولفسبورغ.

## وصلات خارجية
- دانيلو ديتريش على موقع قاعدة بيانات كرة القدم.إي يو (الإنجليزية)
- دانيلو ديتريش على موقع بيانات كرة القدم. دي إي (الألمانية)
- دانيلو ديتريش على موقع Soccerway.com (الإنجليزية)
- دانيلو ديتريش على موقع عالم كرة القدم.نت (الإنجليزية)